# 普門院 (葛飾区)
普門院（ふもんいん）は、東京都葛飾区にある日蓮宗の寺院。

## 概要
本尊普賢大菩薩尊、鬼形子安鬼子母神、七福神、三大弁財天尊など法華経擁護の神仏が祀られている。
敷地には地蔵様、稲荷神、布袋尊等を勧請し、子授け、心願成就の神様として信仰されている。

## 交通アクセス
青砥駅より徒歩8分（経路案内）。